# 圣彼得桥

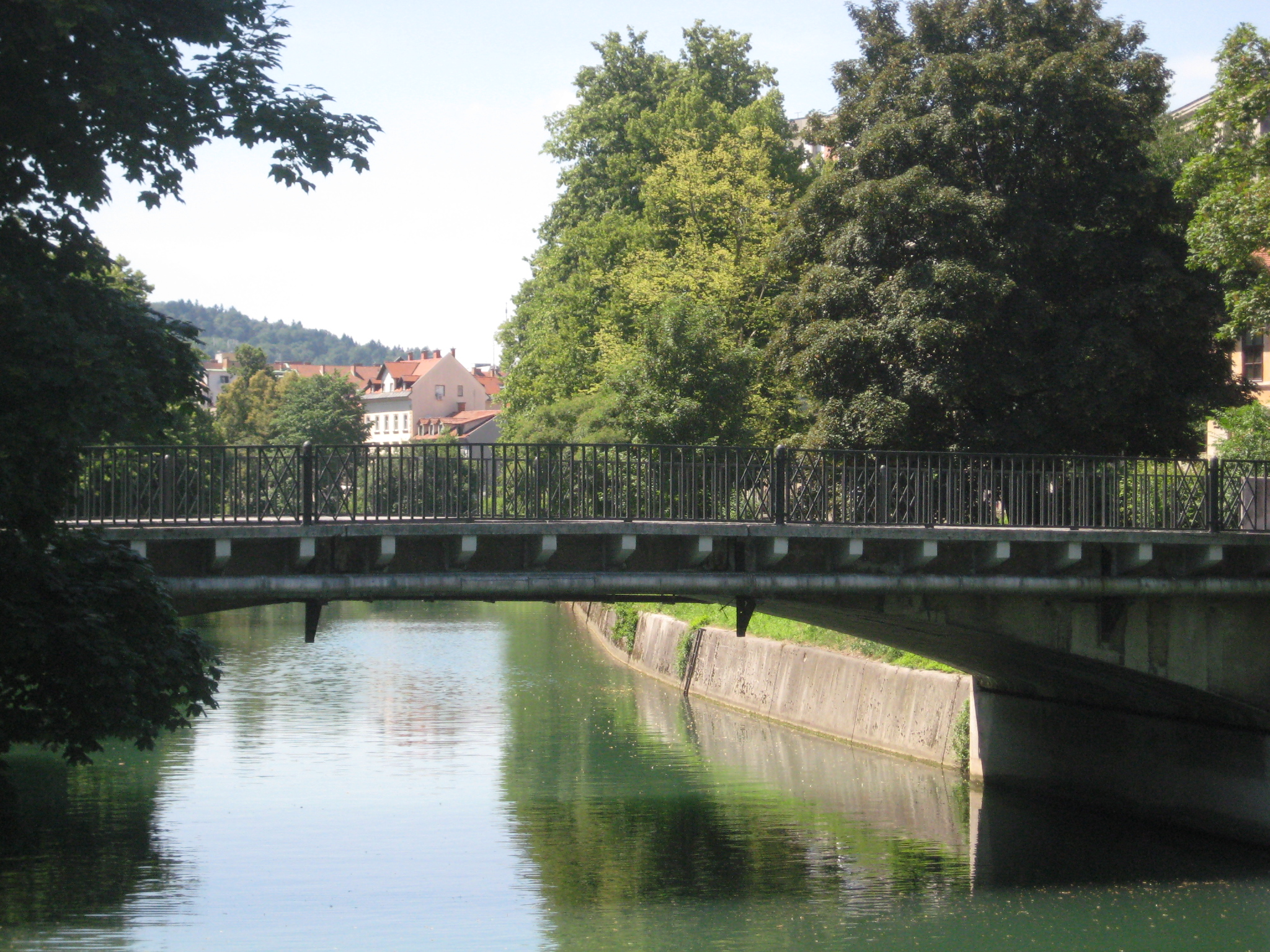
聖彼得橋

圣彼得桥（斯洛維尼亞語： 或 Šentpetrski most）是斯洛文尼亚首都卢布尔雅那的一座跨越盧布爾雅尼察河的桥梁，位于卢布尔雅那旧城区的北端。